# Trichothyriomyces
Trichothyriomyces — рід грибів родини Microthyriaceae. Назва вперше опублікована 1955 року.

## Класифікація
До роду Trichothyriomyces відносять 1 вид:
- Trichothyriomyces notatus